# Alix Fuilu
Alix Fuilu est auteur de la bande dessinée, graphiste congolais, né à Matadi.

## Biographie

### Formation
Alix Fuilu, naît à Matadi, il a fait ses études à l'école des beaux-arts de Kinshasa en section peinture. Il quitte le pays en 1988, direction la France, où il poursuit ses études à l'Académie des Beaux Arts de Tourcoing et par la suite, il fait un premier stage en Belgique à Libramont sur la bande dessinée. Il poursuit encore ses études à Bruxelles à l'Académie des Beaux Arts de Saint-Gilles où il décida de faire définitivement la bande dessinée et va avoir pour professeur Hachel,. 
Il fait une formation en infographie en 1993 à Roubaix au Cepreco, puis un stage en journalisme d'entreprise à l'École supérieure de journalisme de Lille, et créa son atelier de formation dans la bande dessinée à Tourcoing.

## Œuvres

### Albums BD
- Boulevard Sida, éd. ABDT;
- Du Shut au Zen, éd. ABDT;
- Routes dingues, éd. ABDT;
- Couleur café, éd. Afro bulles;
- La Piste Malagasy, éd. Afro bulles;
- Africa comics, éd. Afro bulles;
- Africalement, éd. Afro bulles;
- Vies volées, éd. Afro bulles;

### Magazines
En 2002, Alix crée une association Afro bulles, un collectif spécialisé dans l'édition et la promotion de la bande dessinée africaine,,.  